# Charles I. D. Looff
Pour les articles homonymes, voir Looff.

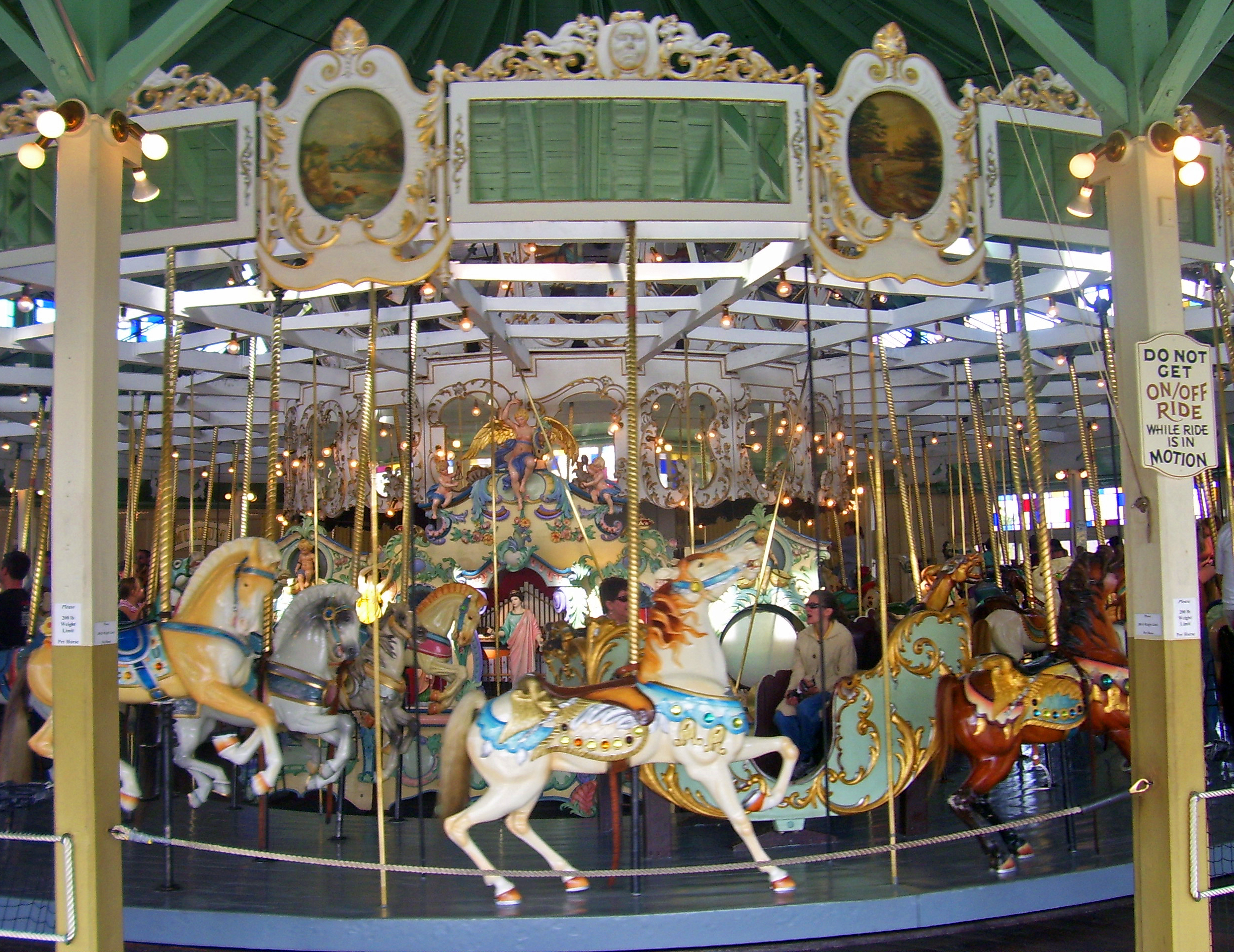
Crescent Park Carousel

Charles I. D. Looff est un des principaux concepteur et constructeur de carrousels et de manèges américain. Looff a construit le premier carrousel de Coney Island en 1876. L'entreprise, reprise par son fils, Arthur Loof, a fabriqué beaucoup de carrousels mais aussi des montagnes russes et des grandes roues.

## Biographie

### Les débuts
Charles Looff est né à Bramstedt, duché de Holstein, au Danemark le 24 mai 1852. Il y apprend l'art de l'ébénisterie puis immigre avec sa famille aux États-Unis, le 14 août 1870. S'installant sur la Leonard Street de Greenpoint, Brooklyn, il trouve du travail comme menuisier dans une usine de meubles. Travaillant à temps partiel en tant que professeur de danse, Looff y rencontre Anna Dolle qu'il épouse en 1874. Après avoir travaillé dans l'usine de meubles toute la journée, il ramène des chutes de bois dans son appartement et commence à les sculpter en forme d'animaux de carrousel. Le jeune Looff rassemble ses chevaux et animaux en bois sur une plate-forme circulaire et créer son premier manège. Il installe en 1876 son attraction à Balmer's Bathing Pavilion. Ce fut le premier carrousel de Coney Island.
Charles Looff ouvre son usine au 30 Bedford Avenue et construit deux carrousels supplémentaires, taillant les sujets lui-même. Il en place un au Feltman's Beer Garden sur Surf Avenue de Coney Island et l'autre au Young's Million dollar Pier de Atlantic City, dans le New Jersey. Looff commence à engager des sculpteurs spécialisés comme John Zalar, Marcus Charles Illions, John Mueller et Charles Carmel.
Charles et Anna auront six enfants : Anna (1875-1896), Helen (1877-1956), Emma (1879-1938), Charles (1881-1924), William (1883-1945) et Arthur (1888-1970). Tous, à l'exception d'Anna qui mourut à l'âge de 21 ans, voulurent travailler avec leur père. Looff déménagea avec sa  à Riverside, Rhode Island.

### Rhode Island

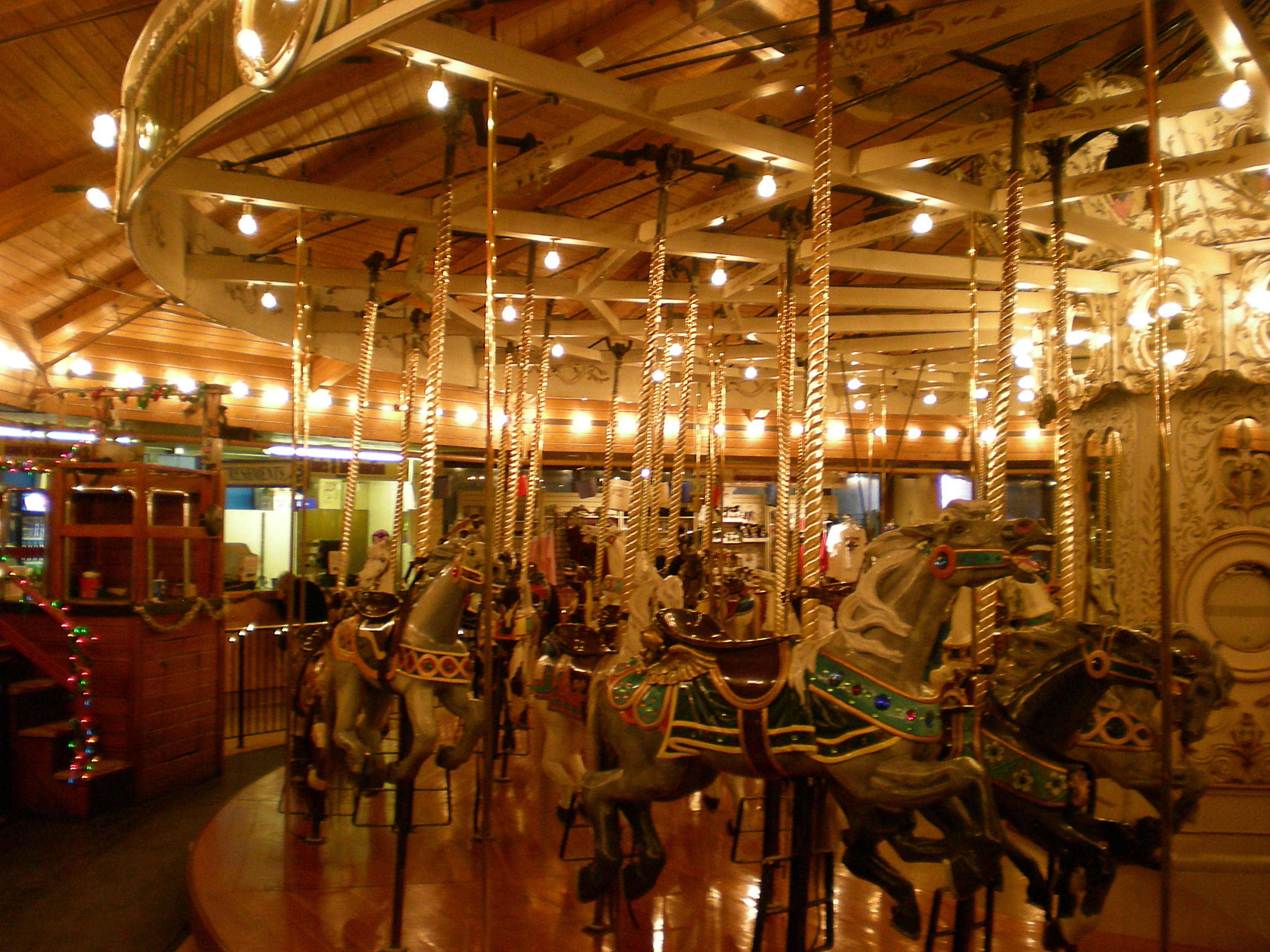
eeLooff Carouselee à Riverfront Park.

En 1886, colonel George Boyden construit Crescent Park (en) à Riverside (en) (East Providence), Rhode Island sur 200 000 m². Looff y déménage alors avec sa famille nombreuse. Boyden commissionne Looff pour la construction d'un grand carrousel pour son parc. Looff le construit et en créer un autre non loin de là dans son petit atelier. Il utilise ce manège comme modèle d'exposition pour ses futurs acheteurs, permettant de présenter les différents types de chevaux, et le mécanisme. Helen, la fille de Looff, et son mari Charles Simmons achètent cette attractions à la veuve de Looff en 1930. Ce manège fonctionne toujours. Il a été rénové et a été placé au Registre national des lieux historiques en 1976. En 1985, l'Assemblée générale de Rhode Island a proclamé le carrousel comme "State Jewel of American Folk Art" (Bijou d'état de l'art folklorique américain). En 1987, le département de l'Intérieur des États-Unis, National Park Service, a nommé le carrousel comme National Historic Landmark.
Charles Looff, Jr. travaille dans le magasin découpant des selles et des chars pour son père. En 1920, Charles, Jr. achète Crescent Park qu'il aménage et améliore. Charles Looff construit un carrousel de 54 chevaux qu'il donne à sa fille, Emma, comme présent de mariage, quand elle épouse Louis Vogel. L'attraction a été installé au Natatorium Park (en) de Spokane, Washington.

### La Californie
Charles Looff était enchanté des possibilités naissantes pour les parcs d'attractions sur la côte ouest et en août 1910, il déménage en Californie, laissant Helen et Charles Simmons, Charles, Jr. et Emma Looff à Riverside.
En 1916, Looff avec son fils, Arthur, dessinèrent et construisirent Looff's Santa Monica Pier. Ils conçurent aussi les montagnes russes en bois Blue Streak Racer.
Charles I. D. Looff meurt le 1er juillet 1918 à Long Beach, en Californie. Après la mort de son père, Arthur Looff continua à gérer l'entreprise familiale et construisit entre autres en 1924 le Giant Dipper à Santa Cruz Beach Boardwalk.

## Réalisations
| Année       | Nom                                           | Localisation                                   | Notes |
| ----------- | --------------------------------------------- | ---------------------------------------------- | --- |
| 1876        | Vandeveer's Bathing Pavilion Carousel         | Coney Island, NY                               | Le nom changea pour Balmer's Bathing Pavilion. Il fut le premier d'une liste de 25 carrousels à Coney Island. Il fut détruit en 1911 lors d'un incendie à Dreamland. |
| 1877        | Feltman's Carousel                            | Feltman's Beer Garden, Coney Island, NY        | Il brûla partiellement lors d'un incendie en 1899 de West Brighton (en). |
| 1880        | Coney Island Carousel                         | Coney Island, NY                               | |
| 1880        | Young's Million Dollar Pier Carousel          | Young's Million Dollar Pier, Atlantic City, NJ | |
| 1884        | Roger Williams Park's Carousel                | Warwick, RI                                    | |
| 1886        | Half Moon Beach Carousel                      | Crescent (en), NY                              | |
| 1890        | Broadway Flying Horses Carousel               | Coney Island, NY                               | Situé à Coney Island jusqu'en 1905. A Salisbury Beach de 1914 à 1976. Déplacé au Seaport Village (en), San Diego (Californie) en 1980 |
| vers 1890   | Midland Beach Carousel                        | Midland Beach, Staten Island, NY               | Fonctionna de 1890 à 1905. |
| 1890 à 1897 | South Beach Carousel                          | Staten Island, NY                              | |
| 1891        | Rocky Point Park Carousel                     | Warwick                                        | |
| 1890 à 1897 | Narragansett Pier Carousel                    | Narragansett, RI                               | |
| 1895        | Lincoln Park Carousel                         | Dartmouth, MA                                  | |
| 1896        | Lake Compounce Carousel                       | Lake Compounce, Bristol, CT                    | Situé à l'origine à Savin Rock, West Haven, Connecticut, et déplacé à Lake Compounce en 1911. |
| vers 1893   | Roger Williams Park Carousel                  | Providence, RI                                 | Remplacé en 1937 par PTC #44 |
| 1894        | The Looff Carousel de Slater Park             | Slater Memorial Park, Pawtucket, RI            | Situé à l'origine à Lee Funland de New York, déplacé à Slater Memorial Park en 1910. Inscrit au National Register of Historic Places. |
| 1895        | Fair Park Carousel                            | Dallas, TX                                     | 1958 à 1967: Pacific Ocean Park (en), Santa Monica, CA; 1967 à 1982: Spanaway, WA; 1982 à 1992: Willamette Center, Portland, OR; 1992 à 1997: AmeriFlora '92, Columbus, OH; 1997 à aujourd'hui : Media City Center Mall, Burbank, CA |
| 1895        | Crescent Park Carousel                        | Crescent Park, East Providence, RI             | Utilisé par Looff comme manège de démonstration pour ses clients. Inscrit au Registre national des lieux historiques. |
| 1898        | Canobie Lake Park Carousel                    | Salem, NH                                      | Installé en 1906 à Canobie Lake Park. |
| 1909        | Sherman's Carousel                            | Caroga Lake, NY                                | Ce carrousel est identique à celui présent à Lake Compounce. |
| 1889 à 1907 | Salisbury Beach Carousel                      | Salisbury, MA                                  | |
| 1898 à 1907 | Rosen Heights Carousel                        | Fort Worth, TX                                 | |
| 1900        | Goddard Park Carousel                         | Goddard Park, Warwick, RI                      | Situé à l'origine à Lakeside Park, Syracuse, New York, déplacé en 1908 à Rocky Point Amusement Park (en), Rhode Island et en 1930 à Goddard Park. |
| 1903        | Lakeside Park Carousel                        | Lakeside Park, Port Dalhousie, Ontario (en)    | Installé en 1921 |
| 1905        | Island Park Carousel                          | Portsmouth, RI                                 | Survivant de l'Ouragan de 1938. |
| 1904        | Zeum Carousel                                 | Yerba Buena Gardens, San Francisco, CA         | Construit en 1904 pour San Francisco, envoyé au Luna Park de Seattle, il dut à cause du tremblement de terre de 1906 à San Francisco, retourner à Playland-At-The-Beach, San Francisco en 1914 jusqu'en 1972; de 1972 à 1984: En stockage à Roswell, NM pour restauration; 1984 à 1998: Shoreline Village, CA; 1998: Yerba Buena Gardens, San Francisco, CA |
| 1909        | Lakeside Carousel                             | International Market World, Auburndale, FL     | Situé à l'origine à Harveys Lake, Pennsylvanie, déplacé en Floride en 1986 et à International Market World en 1996. |
| 1909        | Riverfront Park Carousel                      | Riverfront Park (en), Spokane, WA              | Un cadeau de mariage pour Emma Vogel, la fille de Looff. Installé à Riverfront Park en 1975. Inscrit au National Historic Landmark. |
| 1909        | Whalom Park Carousel                          | Lunenburg, MA                                  | Déplacé à Whalom Park en 1912,, Broken up at auction April 15, 2000. |
| 1909        | Oklahoma State Fair Carousel                  | Oklahoma City, OK                              | |
| 1910        | Carousel of Happiness                         | Nederland, CO                                  | Situé à l'origine à Saltair Park, Salt Lake City, Utah, déplacé à American Fork, Utah en 1959 et vendu en pièces, en 1986. |
| vers 1910   | Dr. Floyd L. Moreland Carousel                | Casino Pier, Seaside Heights, NJ               | Déplacé en 1932 de Burlington Park, New Jersey. Sujets par Dentzel, Looff, Carmel, et Illions |
| 1911        | The Pike Carousel                             | Long Beach, CA                                 | Détruit en 1943. |
| 1911        | Santa Cruz Beach Boardwalk Carousel           | Santa Cruz, CA                                 | National Historic Landmark, toujours en fonction à Santa Cruz Beach Boardwalk. |
| 1911        | Fantasy Fair Carousel                         | Fantasy Fair, Toronto, Ontario                 | Installé en 1988 à Fantasy Fair. |
| vers 1911   | Lighthouse Point Park Carousel                | New Haven, CT                                  | Localisation originale inconnue, déplacé à New Haven, en 1916 |
| 1911        | Fraser's Million Dollar Pier Carousel         | Santa Monica, CA                               | Détruit en septembre 1912 |
| 1911        | Venice Pier Carousel                          | Venice, CA                                     | |
| 1911        | Heritage Museum Carousel                      | Heritage Museums and Gardens, Sandwich, MA     | Situé à l'origine à Crescent Park, Riverside, RI, déplacé Fall River, MA, puis à Provincetown, MA, et dans sa localisation actuelle depuis 1969 |
| vers 1912   | Grand Carousel                                | Knoebels, Elysburg, PA                         | Situé à l'origine à Riverview Park à Rahway, New Jersey, déplacé à Knoebels en 1941. |
| 1914        | Pan Pacific International Exposition Carousel | San Francisco, CA                              | |
| 1914        | RAB Amusements Carousel                       | Keansburg, NJ                                  | |
| 1916        | Santa Monica Pier Carousel                    | Santa Monica, CA                               | Remplacé en 1947 par PTC #62; National Historic Landmark. |
| 1925        | Redondo Beach Carousel                        | Redondo Beach, CA                              | |
| 1926        | Griffith Park Merry-Go-Round                  | Griffith Park, Los Angeles, CA                 | Spillman/Looff |
| 1928        | Van Andel Museum Carousel                     | Grand Rapids, MI                               | Situé à l'origine à Lakewood Park, Barnesville (en), PA, déplacé à Grand Rapids en 1982 |